# Esserts-Blay
Esserts-Blay è un comune francese di 765 abitanti situato nel dipartimento della Savoia della regione dell'Alvernia-Rodano-Alpi.

## Storia

### Simboli
Il comune ha ripreso lo stemma della famiglia de Riddes che un tempo occupava il castello.

## Società

### Evoluzione demografica
Abitanti censiti